# Toeti Heraty
Toeti Heraty (Giava, 27 novembre 1933 – Giacarta, 13 giugno 2021) è stata una poetessa indonesiana, ricordata come "l'unica donna tra i principali poeti indonesiani contemporanei, nonché psicologa, filosofa, storica dell'arte e attivista per i diritti umani.

## Biografia
Toeti Heraty Noerhadi-Roosseno è nata sull'isola di Giava dal noto ingegnere Roosseno Soerjohadikoesomo.
Ha iniziato a scrivere quando era ancora studentessa universitaria e dal 1966 ha collaborato spesso con le principali testate indonesiane. Si ė laureata in medicina nel 1952 all’Università dell'Indonesia (UI) e in psicologia all'Università di Leida nel 1962 con una tesi su Simone de Beauvoir, poi nel 1979 ha anche ottenuto un dottorato in filosofia presso l'UI.
Heraty è vissuta a Giacarta fino alla sua morte nel 2021.

### Carriera
Dal 1979, ha insegnato alla Facoltà di Psicologia dell'Università Padjadjaran. Ha co-fondato il dipartimento di Filosofia della Facoltà di Lettere dell'UI, di cui è stata capo corso impegnandosi nel programma post-laurea per gli Studi di Filosofia. 
Heraty è stata anche preside del Lembaga Pendidikan Kesenian, un istituto di Belle Arti di Giacarta e professore di recitazione presso la Facoltà di Lettere dell'Università dell’Indonesia.

## Poesia
La sua prima raccolta di poesie si intitola Sajak-Sajak 33 ("Poesie a 33 anni")
", pubblicata nel 1974. Tra le sue poesie più interessanti spicca "Calon Arang: la storia di una donna vittima del patriarcato", una critica letteraria in forma lirica sulla grande figura archetipica dell'Indonesia, Calon Arang; il testo analizza in maniera tridimensionale il personaggio leggendario che si oppone alla società repressiva e patriarcale, ma sfortunatamente viene considerata dalla comunità solo come una strega dai poteri malefici da condannare al rogo.
La poesia di Heraty  è generalmente considerata come di "tipo immaginario spesso inaspettato e puramente associativo" e anche molto ironico nell’analisi della posizione sfavorevole delle donne in una società maschilista.

## Attivismo politico
Heraty è considerata un simbolo dell'attivismo femminile indonesiano e fa parte della prima generazione di pensatrici femministe del Paese. È stata fondatrice della rivista femminista Jurnal Perempuan e ha collaborato con Suara Ibu Pedul un'organizzazione non governativa per l’emancipazione femminile.

## Pubblicazioni (parziale)
- (EN, BA) Heraty Toeti, A taste of betel and lime : an anthology of poetry by women, Pustaka Jaya, 1979, OCLC 219920699.
- (EN, BA) Heraty Toeti, Poetry International : Toeti Heraty Noerhadi, Rotterdamse Kunststichting, 1981, OCLC 219920699.
- (BA) Heraty Toeti, Marzuki Yazir, Borobudur, Djambatan, 1982, OCLC 10112746.
- (BA) Heraty Toeti, Kreativitas : kumpulan 12 makalah serta diskusi Simposium Kreativitas yang diadakan oleh Akademi Jakarta dari tanggal 29-31 Oktober 1980 untuk memperingati ulangtahunnya yang ke 10, Akademi Jakarta : Dian Rakyat, 1983, OCLC 10760861.
- (BA, NL) Heraty Toeti, Teeuw A., Manifestasi puisi Indonesia-Belanda / Indonesia-Nederland poezie manifestatie/ samenstelling, Penerbit Sinar Harapan, 1986, OCLC 20751882.
- (BA) Heraty Toeti, Dinamika wanita Indonesia, Pusat Pengembangan Sumberdaya Wanita, 1990, OCLC 27430424.
- (BA) Heraty Toeti, Nostalgi, transendensi : pilihan sajak, Gramedia Widiasarana Indonesia, 1995, ISBN 978-979-553-483-9, OCLC 33443849.
- (ID) Heraty Toeti, Calon arang : kisah perempuan korban patriarki : prosa lirik, Yayasan Obor Indonesia, 2000, ISBN 978-979-461-363-4, OCLC 4734865.
- (ID, NL, EN) Heraty Toeti, Pawai kehidupan : 70 tahun Toeti Heraty : sumbangan tulisan dari sahabat, kawan, rekan tercinta dan terhormat, Yayasan Mitra Budaya Indonesia, 2003, ISBN 978-979-9563-16-3, OCLC 55286435.
- (EN) Heraty Toeti, Calon Arang : the story of a woman sacrificed to patriarchy : lyrical prose, Sanur: Saritaksu Editions, 2006, ISBN 978-979-9697-59-2, OCLC 105364367.
- (EN) Heraty Toeti, Poems, Enitharmon, 2008, ISBN 978-1-904634-79-9, OCLC 603872004.
- (BA) Heraty Toeti, Akademi Jakarta mengenang 100 tahun Sutan Syahrir : pasang surut idealisme : kajian "Renungan Indonesia" Sutan Syahrir, Galeri Cipta II Taman Ismail Marzuki, 2009, OCLC 433975903.
- (EN, ID) Heraty Toeti, Rainha Boki Raja : ratu Ternate abad keenambelas, Komunitas Bambu, 2010, ISBN 978-979-3731-85-8, OCLC 677976885.